# Scottish Premiership (2022/2023)
Scottish Premiership 2022/2023 (znana jako cinch Premiership ze względów sponsorskich) – był dziesiątym sezonem Scottish Premiership, a 127. edycją najwyższej klasy rozgrywkowej piłki nożnej w Szkocji.
Brało w nim udział 12 drużyn, które w okresie od 30 lipca 2022 do 28 maja 2023 rozegrały w dwóch rundach 38 kolejek meczów.
Tytuł mistrzowski obroniła drużyna Celticu zdobywając drugi tytuł z rzędu, a pięćdziesiąty trzeci w swojej historii

## Drużyny
| Uczestnicy poprzedniej edycji                                                                                 | Uczestnicy poprzedniej edycji | Uczestnicy poprzedniej edycji | Uczestnicy poprzedniej edycji |
| --- | ----------------------------- | ----------------------------- | ----------------------------- |
| CEL | Celtic                        | 1                             |                               |
| RAN | Rangers                       | 2                             |                               |
| HRT | Heart of Midlothian           | 3                             |                               |
| DNU | Dundee United                 | 4                             |                               |
| MTH | Motherwell                    | 5                             |                               |
| RCO | Ross County                   | 6                             |                               |
| LIV | Livingston                    | 7                             |                               |
| HIB | Hibernian                     | 8                             |                               |
| STM | St. Mirren                    | 9                             |                               |
| ABR | Aberdeen                      | 10                            |                               |
| po barażach                                                                                                   |                               |                               |                               |
| STJ | St. Johnstone                 | 11                            |                               |
| Awans z Scottish Championship                                                                                 |                               |                               |                               |
| KIL | Kilmarnock                    | 1                             |                               |
| Oznaczenia: - kolumna pierwsza – skróty nazw drużyn, - kolumna trzecia – miejsce zajęte w poprzednim sezonie. |                               |                               |                               |

## Runda zasadnicza

### Tabela
| Lp. | Drużyna             | M  | Z  | R | P  | B+  | B– | +/– | Pkt | Kwalifikacja      |
| --- | ------------------- | -- | -- | - | -- | --- | -- | --- | --- | ----------------- |
| 1   | Celtic              | 33 | 30 | 2 | 1  | 103 | 25 | +78 | 92  | grupa mistrzowska |
| 2   | Rangers             | 33 | 25 | 4 | 4  | 81  | 34 | +47 | 79  | grupa mistrzowska |
| 3   | Aberdeen            | 33 | 17 | 2 | 14 | 52  | 52 | 0   | 53  | grupa mistrzowska |
| 4   | Heart of Midlothian | 33 | 14 | 6 | 13 | 56  | 49 | +7  | 48  | grupa mistrzowska |
| 5   | Hibernian           | 33 | 13 | 5 | 15 | 49  | 52 | −3  | 44  | grupa mistrzowska |
| 6   | St Mirren           | 33 | 12 | 8 | 13 | 38  | 49 | −11 | 44  | grupa mistrzowska |
| 7   | Livingston          | 33 | 12 | 6 | 15 | 33  | 52 | −19 | 42  | grupa spadkowa    |
| 8   | Motherwell          | 33 | 10 | 7 | 16 | 44  | 48 | −4  | 37  | grupa spadkowa    |
| 9   | St Johnstone        | 33 | 9  | 6 | 18 | 34  | 54 | −20 | 33  | grupa spadkowa    |
| 10  | Dundee United       | 33 | 8  | 7 | 18 | 36  | 58 | −22 | 31  | grupa spadkowa    |
| 11  | Kilmarnock          | 33 | 8  | 7 | 18 | 29  | 58 | −29 | 31  | grupa spadkowa    |
| 12  | Ross County         | 33 | 7  | 6 | 20 | 28  | 52 | −24 | 27  | grupa spadkowa    |

### Wyniki
| Gospodarz \ Gość    | ABE | CEL | DUN | HOM | HIB | KIL | LIV | MOT | RAN | ROS | STJ | STM | ABE | CEL | DUN | HOM | HIB | KIL | LIV | MOT | RAN | ROS | STJ | STM |
| ------------------- | --- | --- | --- | --- | --- | --- | --- | --- | --- | --- | --- | --- | --- | --- | --- | --- | --- | --- | --- | --- | --- | --- | --- | --- |
| Aberdeen            |     | 0–1 | 1–0 | 2–0 | 4–1 | 4–1 | 5–0 | 2–3 | 2–3 | 0–0 | 2–0 | 4–1 |     |     |     | 3–0 |     | 2–0 | 1–0 | 3–1 | 2–0 |     |     | 1–3 |
| Celtic              | 2–0 |     | 4–2 | 2–0 | 6–1 | 2–0 | 2–1 | 2–1 | 4–0 | 2–1 | 4–1 | 4–0 | 4–0 |     |     | 3–1 | 3–1 |     | 3–0 | 1–1 | 3–2 |     |     |     |
| Dundee United       | 4–0 | 0–9 |     | 2–2 | 1–0 | 4–0 | 0–1 | 0–1 | 0–2 | 3–0 | 1–2 | 0–3 | 1–3 | 0–2 |     |     | 2–1 |     | 2–0 |     |     |     | 1–2 | 1–1 |
| Heart of Midlothian | 5–0 | 3–4 | 4–1 |     | 3–0 | 3–1 | 1–1 | 3–2 | 0–4 | 2–1 | 3–2 | 1–0 |     |     | 3–1 |     |     |     |     |     | 0–3 | 6–1 | 3–0 | 0–2 |
| Hibernian           | 3–1 | 0–4 | 2–2 | 1–1 |     | 1–0 | 4–0 | 1–0 | 2–2 | 0–2 | 1–2 | 3–0 | 6–0 |     |     | 1–0 |     | 2–0 |     | 1–3 | 1–4 |     |     |     |
| Kilmarnock          | 2–1 | 0–5 | 1–1 | 2–2 | 1–0 |     | 2–3 | 2–1 | 2–3 | 1–0 | 2–1 | 0–0 |     | 1–4 | 1–0 | 2–1 |     |     |     | 1–1 |     |     | 1–1 |     |
| Livingston          | 2–1 | 0–3 | 1–1 | 1–0 | 2–1 | 1–0 |     | 1–1 | 1–2 | 0–1 | 1–0 | 1–1 |     |     |     | 0–0 | 1–4 | 3–1 |     |     | 0–3 | 2–1 | 2–0 |     |
| Motherwell          | 1–2 | 1–2 | 0–0 | 0–3 | 2–3 | 2–2 | 1–0 |     | 1–2 | 1–1 | 1–2 | 2–1 |     |     | 1–2 | 2–0 |     |     | 3–0 |     | 2–4 |     | 0–2 |     |
| Rangers             | 4–1 | 2–2 | 2–1 | 1–0 | 3–2 | 2–0 | 1–1 | 3–0 |     | 4–0 | 4–0 | 4–0 |     |     | 2–0 |     |     | 3–1 |     |     |     | 2–1 | 2–0 | 5–2 |
| Ross County         | 1–1 | 1–3 | 1–1 | 1–2 | 0–2 | 1–0 | 0–2 | 0–5 | 0–1 |     | 1–2 | 3–2 | 0–1 | 0–2 | 4–0 |     | 1–1 | 3–0 |     | 0–2 |     |     |     |     |
| St Johnstone        | 0–1 | 1–2 | 0–1 | 2–3 | 0–1 | 1–0 | 2–4 | 1–1 | 2–1 | 0–0 |     | 3–0 | 0–1 | 1–4 |     |     | 1–1 |     |     |     |     | 0–2 |     | 1–1 |
| St Mirren           | 3–1 | 2–0 | 2–1 | 1–1 | 1–0 | 0–0 | 2–1 | 0–1 | 1–1 | 1–0 | 2–2 |     |     | 1–5 |     |     | 0–1 | 0–2 | 3–0 | 1–0 |     | 1–0 |     |     |

## Runda finałowa
| Top six    |                     |    |    |    |    |     |    |     |    |                                                         |  |     |     |     |     |     |     |     |     |     |     |     |     |
| 1          | Celtic (M, P)       | 38 | 32 | 3  | 3  | 114 | 34 | +80 | 99 | Liga Mistrzów UEFA • Faza grupowa                       |  |     |     | 5–0 |     |     | 2–2 |     |     |     |     |     |     |
| 2          | Rangers             | 38 | 29 | 5  | 4  | 93  | 37 | +56 | 92 | Liga Mistrzów UEFA • III runda kwalifikacyjna           |  | 3–0 |     | 1–0 | 2–2 |     |     |     |     |     |     |     |     |
| 3          | Aberdeen            | 38 | 18 | 3  | 17 | 56  | 60 | −4  | 57 | Liga Europy UEFA • Runda play-off                       |  |     |     |     |     | 0–0 | 3–0 |     |     |     |     |     |     |
| 4          | Heart of Midlothian | 38 | 15 | 9  | 14 | 63  | 57 | +6  | 54 | Liga Konferencji Europy UEFA • III runda kwalifikacyjna |  | 0–2 |     | 2–1 |     | 1–1 |     |     |     |     |     |     |     |
| 5          | Hibernian           | 38 | 15 | 7  | 16 | 57  | 59 | −2  | 52 | Liga Konferencji Europy UEFA • II runda kwalifikacyjna  |  | 4–2 | 1–3 |     |     |     | 2–1 |     |     |     |     |     |     |
| 6          | St Mirren           | 38 | 12 | 10 | 16 | 43  | 61 | −18 | 46 |                                                         |  |     | 0–3 |     | 2–2 |     |     |     |     |     |     |     |     |
| Bottom six |                     |    |    |    |    |     |    |     |    |                                                         |  |     |     |     |     |     |     |     |     |     |     |     |     |
| 7          | Motherwell          | 38 | 14 | 8  | 16 | 53  | 51 | +2  | 50 |                                                         |  |     |     |     |     |     |     |     |     |     | 2–0 | 1–0 | 3–2 |
| 8          | Livingston          | 38 | 13 | 7  | 18 | 36  | 60 | −24 | 46 |                                                         |  |     |     |     |     |     | 1–1 |     |     |     |     | 2–1 |     |
| 9          | St Johnstone        | 38 | 12 | 7  | 19 | 41  | 59 | −18 | 43 |                                                         |  |     |     |     |     |     | 0–2 | 2–0 |     |     |     | 1–0 |     |
| 10         | Kilmarnock          | 38 | 11 | 7  | 20 | 37  | 62 | −25 | 40 |                                                         |  |     |     |     |     |     |     | 2–0 | 0–1 |     | 3–1 |     |     |
| 11         | Ross County (B, O)  | 38 | 9  | 7  | 22 | 37  | 60 | −23 | 34 | Baraże o Scottish Premiership                           |  |     |     |     |     |     |     |     | 2–0 | 3–3 |     |     |     |
| 12         | Dundee United (S)   | 38 | 8  | 7  | 23 | 40  | 70 | −30 | 31 | Spadek do Scottish Championship                         |  |     |     |     |     |     |     |     |     |     | 0–3 | 1–3 |     |

## Baraże o Scottish Premiership
Ross County wygrał w dwumeczu z Partick Thistle finał baraży o miejsce w Scottish Premiership na sezon 2023/2024, rozegrany między trzema drużynami Scottish Championship i jedną ze Scottish Premiership.
|  |             |                 |             |             |             |   |                 |          |            |          |          |          |    |             |       |       |       |       |       |  |  |  |  |  |  |  |
|  | Ćwierćfinał | Ćwierćfinał     | Ćwierćfinał | Ćwierćfinał | Ćwierćfinał |   |                 | Półfinał | Półfinał   | Półfinał | Półfinał | Półfinał |    |             | Finał | Finał | Finał | Finał | Finał |  |  |  |  |  |  |  |
|  | Ćwierćfinał | Ćwierćfinał     | Ćwierćfinał | Ćwierćfinał | Ćwierćfinał |   |                 | Półfinał | Półfinał   | Półfinał | Półfinał | Półfinał |    |             | Finał | Finał | Finał | Finał | Finał |  |  |  |  |  |  |  |
|  |             |                 |             |             |             |   |                 |          |            |          |          |          |    |             |       |       |       |       |       |  |  |  |  |  |  |  |
|  |             |                 |             |             |             |   |                 |          |            |          |          |          |    |             |       |       |       |       |       |  |  |  |  |  |  |  |
|  |             |                 |             |             |             | 4 | Partick Thistle | 2        | 1          | 3 (4)    |          |          |    |             |       |       |       |       |       |  |  |  |  |  |  |  |
|  |             |                 |             |             |             | 4 | Partick Thistle | 2        | 1          | 3 (4)    |          |          |    |             |       |       |       |       |       |  |  |  |  |  |  |  |
|  |             |                 |             |             |             | 4 | Partick Thistle | 3        | 5          | 8        |          |          | 11 | Ross County | 0     | 3     | 3 (5) |       |       |  |  |  |  |  |  |  |
|  |             |                 |             |             |             | 4 | Partick Thistle | 3        | 5          | 8        |          |          | 11 | Ross County | 0     | 3     | 3 (5) |       |       |  |  |  |  |  |  |  |
|  | 4           | Partick Thistle | 4           | 4           | 8           |   |                 | 2        | Ayr United | 0        | 0        | 0        |    |             |       |       |       |       |       |  |  |  |  |  |  |  |
|  | 4           | Partick Thistle | 4           | 4           | 8           |   |                 | 2        | Ayr United | 0        | 0        | 0        |    |             |       |       |       |       |       |  |  |  |  |  |  |  |
|  | 3           | Queen’s Park    | 3           | 0           | 3           |   |                 |          |            |          |          |          |    |             |       |       |       |       |       |  |  |  |  |  |  |  |
|  | 3           | Queen’s Park    | 3           | 0           | 3           |   |                 |          |            |          |          |          |    |             |       |       |       |       |       |  |  |  |  |  |  |  |

| 9 maja 2023 | Partick Thistle                                                                  | 4:3   | Queen’s Park                              |                                                            |
| 20:45       | Kyle Turner 15' · Jack McMillan 28' · Aidan Fitzpatrick 69' · Brian Graham 90+7' | (2:1) | 33', 87' Dom Thomas · 83' Malachi Boateng | Firhill Stadium, Glasgow Widzów: 3754 Sędzia: Kevin Clancy |

| 12 maja 2023 | Queen’s Park | 0:4   | Partick Thistle                                                           |                                                                 |
| 20:45        |              | (0:3) | 14' Brian Graham · 28' Scott Tiffoney · 41' Kevin Holt · 82' Danny Mullen | Ochilview Park, Stenhousemuir Widzów: 1581 Sędzia: Colin Steven |

| 19 maja 2023 | Partick Thistle                           | 3:0   | Ayr United |                                                           |
| 19:45        | Jack McMillan 16' · Brian Graham 50', 72' | (1:0) |            | Firhill Stadium, Glasgow Widzów: 7012 Sędzia: Greg Aitken |

| 26 maja 2023 | Ayr United | 0:5   | Partick Thistle                                                                  |                                                      |
| 19:45        |            | (0:2) | 7' Jack McMillan · 27', 54' Scott Tiffoney · 63' Steven Lawless · 88' Kevin Holt | Somerset Park, Ayr Widzów: 5811 Sędzia: Colin Steven |

| 1 czerwca 2023 | Partick Thistle                         | 2:0   | Ross County |                                                            |
| 20:00          | Aidan Fitzpatrick 9' · Brian Graham 45' | (2:0) |             | Firhill Stadium, Glasgow Widzów: 7 291 Sędzia: David Munro |

| 4 czerwca 2023 | Ross County                                                                                          | 3:1 (pd.)               | Partick Thistle                                                                                              |                                                          |
| 16:30          | Yan Dhanda 71' (k) · Simon Murray 72' · George Harmon 90+1'                                          | (0:1, 3:1, 3:1, k. 5:4) | 43' Aidan Fitzpatrick                                                                                        | Victoria Park, Dingwall Widzów: 4 533 Sędzia: Nick Walsh |
| 16:30          | · Yan Dhanda · Simon Murray · Jordan White · Jack Baldwin · George Harmon · Keith Watson · Josh Sims | Rzuty karne             | · Aaron Muirhead · Kevin Holt · Kyle Turner · Brian Graham · Jack McMillan · Stuart Bannigan · Ross Docherty | Victoria Park, Dingwall Widzów: 4 533 Sędzia: Nick Walsh |

## Najlepsi strzelcy
| Bramki | Strzelcy           | Drużyna             |
| ------ | ------------------ | ------------------- |
| 27     | Kyōgo Furuhashi    | Celtic              |
| 25     | Kevin van Veen     | Motherwell          |
| 24     | Lawrence Shankland | Heart of Midlothian |
| 16     | Duk                | Aberdeen            |
| 16     | Bojan Miowski      | Aberdeen            |
| 16     | James Tavernier    | Rangers             |
| 14     | Antonio Čolak      | Rangers             |
| 12     | Kevin Nisbet       | Hibernian           |
| 12     | Fashion Sakala     | Rangers             |
| 11     | Josh Ginnelly      | Heart of Midlothian |
| 11     | Jota               | Celtic              |
| 11     | Alfredo Morelos    | Rangers             |
| 11     | Jordan White       | Ross County         |

Źródło:

## Trenerzy, kapitanowie i sponsorzy
| Drużyna             | Trener                 | Kapitan           | Sponsor techniczny | Sponsor strategiczny                       |
| ------------------- | ---------------------- | ----------------- | ------------------ | ------------------------------------------ |
| Aberdeen            | Barry Robson           | Graeme Shinnie    | Adidas             | TEXO                                       |
| Celtic              | Ange Postecoglou       | Callum McGregor   | Adidas             | Dafabet                                    |
| Dundee United       | Jim Goodwin            | Ryan Edwards      | Macron             | QuinnBet                                   |
| Heart of Midlothian | Steven Naismith (tym.) | Craig Gordon      | Umbro              | MND Scotland (dom), Stellar Omada (wyjazd) |
| Hibernian           | Lee Johnson            | David Marshall    | Joma               | Utilita Energy                             |
| Kilmarnock          | Derek McInnes          | Alan Power        | Hummel             | Brownings The Bakers                       |
| Livingston          | David Martindale       | Nicky Devlin      | Joma               | Phoenix Drilling Ltd                       |
| Motherwell          | Stuart Kettlewell      | Stephen O’Donnell | Macron             | Paycare                                    |
| Rangers             | Michael Beale          | James Tavernier   | Castore            | 32Red (dom/wyjazd), Unibet (trzeci strój)  |
| Ross County         | Malky Mackay           | Jack Baldwin      | Joma               | Ross-shire Engineering                     |
| St Johnstone        | Steven MacLean (tym.)  | Liam Gordon       | Macron             | Binn Group                                 |
| St Mirren           | Stephen Robinson       | Joe Shaughnessy   | Joma               | Digby Brown                                |

### Zmiany trenerów
| Klub                | Były trener              | Powód             | Data odejścia | Nowy trener            | Data zatrudnienia | Źródło        |
| ------------------- | ------------------------ | ----------------- | ------------- | ---------------------- | ----------------- | ------------- |
| Przed sezonem       |                          |                   |               |                        |                   |               |
| Hibernian           | David Gray               | –                 | 2022-05-15    | Lee Johnson            | 2022-05-19        | [ 30 ] [ 31 ] |
| Dundee United       | Tam Courts               | Rozwiązanie umowy | 2022-06-14    | Jack Ross              | 2022-06-20        | [ 32 ] [ 33 ] |
| Motherwell          | Graham Alexander         | Rozwiązanie umowy | 2022-07-29    | Steven Hammell         | 2022-08-11        | [ 34 ] [ 35 ] |
| W trakcie sezonu    |                          |                   |               |                        |                   |               |
| Dundee United       | Jack Ross                | Zwolnienie        | 2022-08-30    | Liam Fox               | 2022-09-23        | [ 36 ] [ 37 ] |
| Rangers             | Giovanni van Bronckhorst | Zwolnienie        | 2022-11-21    | Michael Beale          | 2022-11-28        | [ 38 ] [ 39 ] |
| Aberdeen            | Jim Goodwin              | Zwolnienie        | 2023-01-28    | Barry Robson           | 2023-01-29        | [ 40 ] [ 41 ] |
| Motherwell          | Steven Hammell           | Zwolnienie        | 2023-02-11    | Stuart Kettlewell      | 2023-02-22        | [ 42 ] [ 43 ] |
| Dundee United       | Liam Fox                 | Rozwiązanie umowy | 2023-02-26    | Jim Goodwin            | 2023-03-01        | [ 44 ] [ 45 ] |
| Heart of Midlothian | Robbie Neilson           | Zwolnienie        | 2023-04-09    | Steven Naismith (tym.) | 2023-04-10        | [ 46 ] [ 47 ] |
| St Johnstone        | Callum Davidson          | Rozwiązanie umowy | 2023-04-16    | Steven MacLean         | 2023-04-16        | [ 48 ] [ 49 ] |

## Stadiony
| Aberdeen                    |
| --------------------------- |
| Pittodrie Stadium, Aberdeen |
| 20 866                      |
|                             |

| Celtic               |
| -------------------- |
| Celtic Park, Glasgow |
| 60 411               |
|                      |

| Dundee United          |
| ---------------------- |
| Tannadice Park, Dundee |
| 14 223                 |
|                        |

| Heart of Midlothian          |
| ---------------------------- |
| Tynecastle Stadium, Edynburg |
| 19 852                       |
|                              |

| Hibernian                     |
| ----------------------------- |
| Easter Road Stadium, Edynburg |
| 20 421                        |
|                               |

| Kilmarnock             |
| ---------------------- |
| Rugby Park, Kilmarnock |
| 17 889                 |
|                        |

| Livingston                     |
| ------------------------------ |
| Almondvale Stadium, Livingston |
| 9 713                          |
|                                |

| Motherwell           |
| -------------------- |
| Fir Park, Motherwell |
| 13 677               |
|                      |

| Rangers                |
| ---------------------- |
| Ibrox Stadium, Glasgow |
| 50 817                 |
|                        |

| Ross County             |
| ----------------------- |
| Victoria Park, Dingwall |
| 6 541                   |
|                         |

| St. Johnstone         |
| --------------------- |
| McDiarmid Park, Perth |
| 10 696                |
|                       |

| St Mirren                    |
| ---------------------------- |
| New St. Mirren Park, Paisley |
| 7 937                        |
|                              |